# Roberto Moreno Salazar
Roberto Moreno Salazar (nacido el 3 de abril de 1970) es un exárbitro de fútbol panameño. Fue árbitro en las eliminatorias de la Copa Mundial de la FIFA 2014.

## Trayectoria
En 1989, Moreno inició su carrera como árbitro. Se abrió camino hasta convertirse en árbitro habitual de la ANAPROF, la máxima competición de fútbol de Panamá. Dirigió su primer partido internacional en 1998, el partido entre el CD FAS y el CSD Municipal. En su carrera, Roberto Moreno arbitró partidos de la Liga de Campeones de la Concacaf (en la temporada 2010/11 fue designado para la final entre Real Salt Lake y CF Monterrey, 0-1)la Copa Mundial de Clubes de la FIFA 2010 (semifinal), la Copa Mundial de Sub-20 de 2013 en Turquía y varias ediciones de la Copa Oro de la Concacaf  y las eliminatorias de la Copa Mundial de la FIFA. En 2008, dirigió un partido de grupo en el torneo de fútbol de Shanghai en los Juegos Olímpicos de Beijing.En marzo de 2013, la FIFA nombró a Moreno como uno de los cincuenta árbitros potenciales para la Copa Mundial de la FIFA 2014 en Brasil. El 15 de enero de 2014, la Asociación Mundial de Fútbol anunció que viajaría al torneo como reserva.A dos días del inicio del torneo, Moreno fue designado como el cuarto árbitro del partido entre Chile y Australia. Asistió al marfileño Noumandiez Doue. se retiró del arbitraje el 20 de noviembre de 2014.

## enlaces externos
- Esta obra contiene una traducción  derivada de «Roberto Moreno Salazar» de Wikipedia en neerlandés, publicada por sus editores bajo la Licencia de documentación libre de GNU y la Licencia Creative Commons Atribución-CompartirIgual 4.0 Internacional.

- Datos: Q3436945